# هنري أوفرتون ويلز الأول

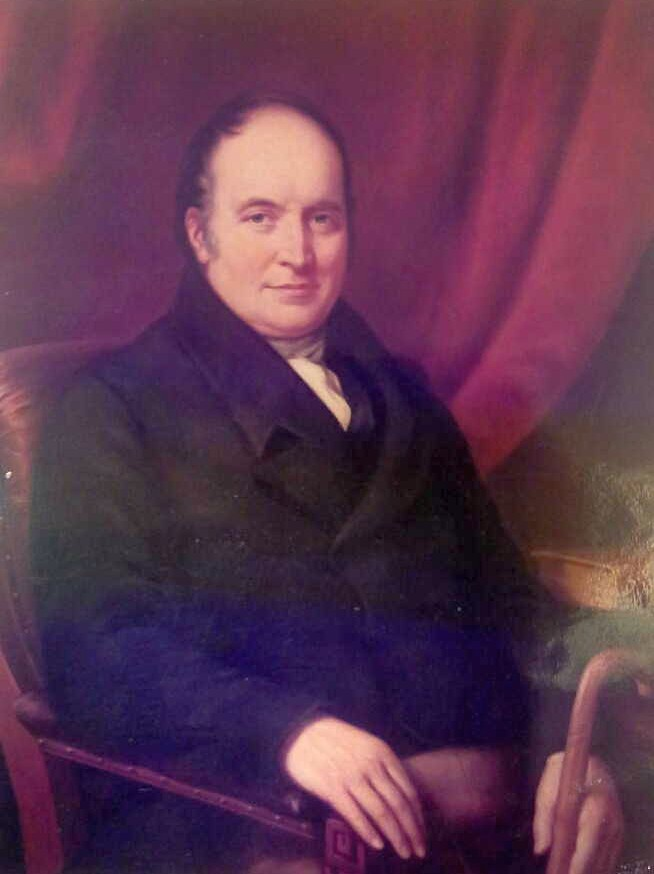
هنري أوفرتون ويلز الأول

هنري أوفرتون ويلز الأول(2 مارس 1761-1826)تاجر بريطاني أسس شركة "دبليو دي&إتش أو ويلز [الإنجليزية]" في برستل,إنجلترا,والتي أصبحت في نهاية القرن التاسع عشر واحدة من أكبر شركات التبغ في بريطانيا,وأصبحت فيما بعد الجزء الأكبر في تأسيس شركة تبغ إمبريال [الإنجليزية].وفقًا لموسوعة غينيس للأرقام القياسية عام1966 فإن عائلة ويلز,المنحدرة منه,تضم أكبر عدد من أصحاب الملايين في الجزر البريطانية,حيث ترك 14 شخص منهم عقارات تزيد قيمتها عن مليون جنيه استرليني منذ عام 1910,أي ما مجموعه 55 مليون جنيه,تم دفع 27 مليون منهم في رسوم الوفاة.يقال إن ويلز كان غير مدخن,على الرغم من أنه يُعتبر أحد مؤسسي صناعة التبغ البريطانية.

## أصوله
ولد في 2 مارس 1761 في سالزبوري,إنجلترا,وهو ابن صانع الساعات إدموند ويلز,ووالدته ريبيكا,ابنة هنري أوفرتون من أندوفر,هامبشاير [الإنجليزية].

## حياته المهنية
ذهب هنري عندما كان شابا من سالزبوري إلى برستل بالحافلة حيث شكل شراكة مع صموئيل واتكينز لفتح متجر تبغ في شارع كاسل رقم 73,في برستل.أطلقوا على مشرعهم اسم ويلز,واتكنز&كو.عندما اعتزل واتكنز العمل في عام 1789,أصبح ويلز المالك الوحيد وتغير اسم الشركة إلى ويلز&كو,وسرعان ما وجد شركاء جدد,واندمجت الشركة في عام 1791 مع شركة بيتر ليلي,التي كان لديها مطحنة لطحن التبغ إلى تبغ السعوط(أو تبغ الشم).أطلق كل من ليلي وويلز على الشركة الجديدة اسم ليلي,ويلز&كو,قاموا بدمج العمليات في متجر ليلي في شارع ريدكليف رقم 111-12,برستل,في عام 1793,تم تبسيط اسم الشركة إلى ليلي وويلز.عندما تقاعد ليلي في عام 1803,تم استبداله بصمويل ديتشيت,وأصبحت الشركة ويلز&ديتشيت.
أثبتت شراكة ويلز مع ليلي أنها مربحة,وفي عام 1804 تم تقدير قيمة الشركة بمبلغ 15,435 جنيها إسترلينياً(قيمة عام 2017:1.67 مليون دولار أمريكي).في عام 1819,قاموا بتغيير اسم الشركة مرة أخرى إلى ويلز,ديتشيت&كو.وفي ذلك الوقت,قام ويلز بإشراك أبنائه ويليام داي ويلز [الإنجليزية] وهنري أوفرتون ويلز الثاني في العمل,أولاً كمتدربين وبعد ذلك كشركاء صغار.ننن
استمر في العمل بالشركة حتى وفاته في ديسمبر 1826 في برستل,عندها تولى أبناؤه مسؤولية والدهم في الشركة.أصبحوا فيما بعد شركاء رئيسيين في الشركة في عام 1830 عندما تقاعد شريك والدهم صموئيل ديتشت,وقاموا بتغيير اسم الشركة إلى W.D&H.O.Wills,وتطورت الشركة لتصبح واحدة من أكبر مستوردي التبغ في إنجلترا الفيكتورية.

## النشاط الديني والسياسي
قام بتربية أطفاله على العقيدة الأبرشانة الصارمة,ودعم أحفاده الكنيسة في برستل بنشاط لأكثر من قرن.كان أبناؤه كرماء خاصة في دعم القضايا الدينية الغير ممتثلة [الإنجليزية].كانت عائلة ويلز نشطة أيضًا في السياسة المحلية,سواء بدعم الحزب الليبرالي أو بالترشح لمناصب في المدينة كمرشحين ليبراليين.

## أُسرته
في 24 يونيو 1790,عندما كان المالك الوحيد لمشروع التبغ الخاص به,تزوج في برستل من آن داي,الابنة الكبرى لوليام داي من برستل, الذي كان يعمل في تجارة القماش.كان لديه منها الأبناء التاليين:
- ويليام داي ويلز [الإنجليزية](1797–1865),الابن الأكبر,الذي شارك في عام 1830 مع شقيقه في تأسيس شركة W.D&H.O.Wills,والتي أصبحت بحلول أواخر القرن التاسع عشر أكبر مستورد للتبغ وأكبر مصنع لمنتجات التبغ في بريطانيا.أصبح ابنه ويليام ويلز,البارون وينترستوك الأول [الإنجليزية],أول رئيس لشركة تبغ إمبريال [الإنجليزية].
- هنري أوفرتون ويلز الثاني(1800–1871)كان مع شقيقه أحد مؤسسي شركة W.D&H.O.Wills,قام ابنه هنري أوفرتون ويلز الثالث [الإنجليزية] بإنشاء جامعة برستل وأصبح أول مستشار لها,وأصبح اثنان من أبنائه الآخرين السيد إدوارد بايسون ويلز والسيد فريدريك ويلز [الإنجليزية] بارونات.وأصبح ابنه الآخر السيد فرانك ويليام ويلز [الإنجليزية] مهندس معماري مشهور,وتم منحه لقب الفارس لإنجازاته.